# (73622) 3418 T-3
(73622) 3418 T-3 – planetoida z pasa głównego asteroid okrążająca Słońce w ciągu 5,22 lat w średniej odległości 3,01 j.a. Odkryta 16 października 1977 roku.